# Liste der Wappen im Landkreis Eichstätt
Die Liste der Wappen im Landkreis Eichstätt zeigt die Wappen der Gemeinden im bayerischen Landkreis Eichstätt.

## Landkreis Eichstätt

Landkreis Eichstätt Über Schildfuß mit den bayerischen Rauten in Gold ein mit einem wachsenden silbernen Bischofsstab belegter roter Pfahl; vorne eine rote Fackel auf schwarzem Rohr, hinten eine senkrecht stehende schwarze Hirschstange.
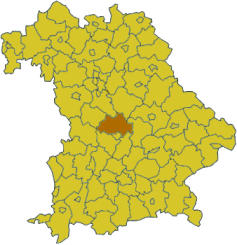
Lage des Landkreises Eichstätt in Bayern
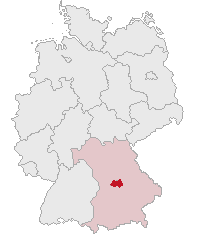
Lage des Landkreises Eichstätt in Deutschland
Landkreis Beilngries (–1972) Über Schildfuß mit den bayerischen Rauten in Rot ein wachsender silberner Bischofsstab, dem eine liegende goldene Hirschstange unterlegt ist.
Landkreis Eichstätt (–1972) Zweimal gespalten von Silber, Rot und Gold; vorne ein halber, golden bewehrter schwarzer Adler am Spalt, in der Mitte ein wachsender silberner Bischofsstab, hinten ein schwarzer Hirschkopf mit roten Stangen am Spalt.
Landkreis Ingolstadt (–1972) Gespalten durch einen silbernen Bischofsstab von Rot und Schwarz; vorne ein links gewendeter, steigender Fuchs, hinten ein rot gekrönter und rot bewehrter goldener Löwe.

## Wappen der Städte, Märkte und Gemeinden

Gemeinde Adelschlag In Gold ein durchgehendes, eingebogenes rotes Tatzenkreuz, beseitet von vier roten Blüten, belegt mit einem roten Schild, darin die silberne Krümme eines Bischofsstabes.
Markt Altmannstein Schräg geteilt von Schwarz und Silber; oben und unten je ein gestieltes Kleeblatt in verwechselten Farben.
Stadt Beilngries In Rot zwei schräg gekreuzte und abgewendete silberne Beile mit schwarzem Stiel, dahinter ein senkrechter, wachsender goldener Bischofsstab.
Gemeinde Böhmfeld Gespalten von Silber und Rot, vorne über erhöhtem grünen Dreiberg, der mit einer silbernen Wellenspitze belegt ist, die rote Krümme eines Äbtissinnenstabs, hinten die wachsende goldene Bonifatiussäule.
Gemeinde Buxheim In Rot über einem gesenkten silbernen Wellenbalken ein schwebender silberner Bischofsstab, überdeckt von einem schräg gekreuzten silbernen Schwert und einem goldenen Flammenschwert mit silbernem Griff.
Gemeinde Denkendorf Gespalten von Silber und Rot; vorne eine grüne Ranke mit vier Blättern, hinten ein silberner Viereckpfeiler.
Markt Dollnstein In Rot auf drei silbernen Steinblöcken eine silberne Burg mit Ringmauer, Bergfried und blauen Dächern auf den Gebäuden.
Gemeinde Egweil In Blau eine silberne Egge, darüber eine goldene Krone.
Große Kreisstadt Eichstätt Über dem grünen Schildfuß in Rot ein silbernes, mit zwei Türmen flankiertes Stadttor, dahinter ein grüner Eichbaum mit goldenen Eicheln.
Gemeinde Eitensheim Unter silbernem Schildhaupt, darin ein blaues Andreaskreuz, in Rot ein schreitender goldener Löwe.
Markt Gaimersheim In Rot auf grünem Boden eine zweitürmige silberne Kirche in Seitenansicht mit blauen Dächern; zum Portal im Langhaus führen silberne Stufen.
Gemeinde Großmehring Unter silbernem Wellenschildhaupt, darin ein blauer Wellenbalken, in Blau ein silbern nimbierter goldener Adler.
Gemeinde Hepberg Gespalten von Blau und Silber; vorne ein halbes goldenes Mühlrad, hinten ein Rabe.
Gemeinde Hitzhofen Geteilt von Rot und Silber; oben ein aus der Teilungslinie wachsender goldener Löwe, unten ein in drei dreiblättrige grüne Kleeblätter ausgezogener grüner Schildfuß.
Markt Kinding In Grün über gesenktem silbernen Wellenbalken, überdeckt von einem durch eine eingeschweifte silberne Spitze von Rot und Blau gespaltenen Schild, die silberne Wehrkirche von Kinding mit roten Dächern; rechts oben eine silberne Hopfendolde.
Markt Kipfenberg In Rot ein goldener Wagenkipf.
Markt Kösching Gespalten; vorne die bayerischen Rauten, hinten in Silber auf grünem Boden ein grüner Laubbaum mit goldenem Stamm.
Gemeinde Lenting Geteilt von Gold und Schwarz; oben eine dreiblütige heraldische Rose, unten drei, zwei zu eins gestellte, goldene Kugeln.
Gemeinde Mindelstetten Über rotem Schildfuß, darin eine silberne heraldische Lilie, umgeben von einem silbernen Dornenkranz, in Silber ein springender schwarzer Marder, unterlegt mit einer gestürzten grünen Hopfenranke mit einem Blatt und zwei Dolden.
Markt Mörnsheim In Rot ein silberner Zinnenturm, vor dessen Tor ein blau gekleideter Mann steht, der an goldener Lanze eine rote Fahne hält; darauf die silberne Krümme eines Bischofsstabs.
Markt Nassenfels Über silbernen Wellen in Gold nebeneinander drei rote Felsen, deren mittlerer mit einem aufrechten, wachsenden silbernen Bischofsstab belegt ist.
Gemeinde Oberdolling Unter silbernem Schildhaupt, darin ein schwarzer Hauptpfahl, in Schwarz ein rot gekrönter und bewehrter goldener Löwenrumpf.
Markt Pförring In Blau auf grünem Boden zwischen zwei rot bedachten silbernen Rundtürmen ein Gebäude mit rotem Dach, belegt mit dem Rautenschild.
Gemeinde Pollenfeld In Rot über einer silbernen Silberdistel mit sechs Grundblättern ein schreitender goldener Löwe.
Gemeinde Schernfeld Unter gespaltenem Schildhaupt, darin vorne in Silber ein durchgehendes rotes Balkenkreuz, hinten in Blau schräg gekreuzt ein silbernes Flammenschwert und ein silberner Pfeil, in Rot ein silberner Ammonit.
Gemeinde Stammham In Blau ein schräg gestellter goldener Wurfspieß, darüber ein silbernes Gießgefäß, darunter ein silberner Delphin.
Markt Titting In Rot aus einer goldenen Zinnenmauer aus elf Steinen, darauf schräg gekreuzt ein schwarzer Schlägel und ein schwarzer Meißel, wachsend ein silberner Bischofsstab.
Gemeinde Walting In Silber eine linke rote Wellenflanke, darin ein wachsender silberner Bischofsstab, vorne über drei, zwei zu eins gestellten, sechsstrahligen roten Sternen ein schwarzer Kübelhelm mit Stierhörnern und Stierohren als Helmzier.
Markt Wellheim In Silber auf grünem Boden ein springendes, golden bewehrtes rotes Ross.
Gemeinde Wettstetten In Rot ein silberner Schräglinksbalken; oben ein wachsender senkrechter silberner Abtstab, unten eine schräglinks gelegte goldene Ähre.

## Ehemalige Gemeinden mit eigenem Wappen

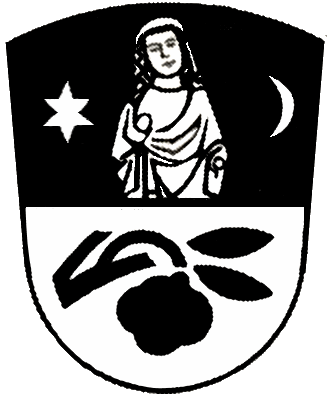
Gemeinde Ensfeld